# Khu bảo tồn Quần đảo Phoenix
Khu bảo tồn Quần đảo Phoenix (PIPA) là một khu bảo tồn nằm trên 8 đảo thuộc Quần đảo Phoenix thuộc Cộng hoà Kiribati, phía Nam Thái Bình Dương giữa Úc và Hawaii. Khu bảo tồn này chiếm 11,34% Vùng đặc quyền Kinh tế của Kiribati (EEZ) và có tổng diện tích 408.205 km² (bao gồm cả diện tích mặt nước). Đây là một trong những khu bảo tồn nói chung và khu bảo tồn biển nói riêng lớn nhất thế giới.

## Lịch sử
Bằng chứng khảo cổ chỉ ra rằng đã có một vài khu định cư ở Quần đảo Phoenix, nhưng do sự cô lập của hòn đảo đến các khu vực đảo lớn nên những người định cư sớm trên quần đảo không bao giờ ở lại lâu. Những hòn đảo này, không giống các hòn đảo khác ở phía Nam, nó có nguồn nước kém hơn, lâu dài khiến những nơi định cư ở đây dần bị sụp đổ.
Vào những năm 1800, những người thợ săn cá voi từ Nantucket và New Bedford, Massachusetts, đã khám phá ra sự tập trung của cá voi ở Thái Bình Dương. Phần lớn các khu vực săn cá voi lịch sử nằm ở vùng nước Kiribati. Đã có những lúc có tới 600 tàu săn bắt cá voi có mặt tại khu vực săn bắt đến mức thậm chí ngày nay nhiều vùng nước quanh quần đảo Phoenix không còn cá voi. Ngày nay vẫn còn rất nhiều những dấu tích của những tàu săn bắt và tàu cướp biển tại các hòn đảo.
Trên cơ sở những quan sát được thực hiện trong chuyến đi 5 năm (1831-1836) của mình, Charles Darwin đã đưa ra lời giải thích cho việc hình thành của các đảo san hô ở Nam Thái Bình Dương vào năm 1842. Trong mô tả của ông về các hòn đảo khác nhau, Darwin đề cập cụ thể đến đảo Phoenix (Rawaki) và đảo Sydney (Manra). Cũng trong những năm 1800, những hòn đảo này đã trở thành nơi thu hoạch phân chim. Một số hòn đảo san hô được sự bồi đắp từ phân chim và chúng lại rất giàu Phosphat. Sau nhiều năm được khai thác bởi các công ty của Anh và Mỹ, quần đảo Phoenix đã thuộc quyền kiểm soát của Quần đảo Gilbert và Ellice thuộc Anh vào năm 1937. Hai năm sau, Hoa Kỳ quan tâm đến các hòn đảo này và tuyên bố nó thuộc Quần đảo Canton và Enderbury.
Năm 1937, Amelia Earhart và Fred Noonan đã nỗ lực bay từ Lae ở Papua New Guinea tới đảo Howland, một trong những hòn đảo thuộc quần đảo Phoenix nằm dưới thẩm quyền kiểm soát của Hoa Kỳ. Máy bay của họ biến mất vào ngày 2 tháng 7 và không có dấu vết nào của nó đã được tìm thấy. Tập đoàn Quốc tế về Phục hồi Máy bay Lịch sử (TIGHAR) giả định rằng Earhart đã sai lầm và máy bay của cô đã bị rơi xuống đảo Nikumaroro ở quần đảo Phoenix. TIGHAR đã tiến hành nhiều chuyến thám hiểm đến Nikumaroro từ cuối những năm 1980 nhưng vẫn chưa tìm ra bằng chứng kết luận rằng máy bay của Earhart bị rơi xuống đó.
Cả Anh và Hoa Kỳ sau đó đã đồng ý cùng nhau kiểm soát các hòn đảo này trong khoảng thời gian 40 năm, bắt đầu năm 1939 và kết thúc vào năm 1979 khi Kiribati tuyên bố độc lập. Trong thập niên kiểm soát của Anh và Mỹ, nhiều kế hoạch để định cư trên quần đảo Phoenix được thiết lập để làm giảm tình trạng quá tải trên Quần đảo Gilbert hoặc bắt đầu bằng các trang trại dừa khô, nhưng đến năm 1963 thì tất cả đều thất bại.
Đảo san hô Kanton đã được sử dụng nhiều nhất, có lẽ do kích thước tương đối lớn (8 km vuông) cùng với khu vực đầm phá được bảo vệ. Pan American World Airways bắt đầu sử dụng đầm phá trên đảo Kanton vào năm 1939 như một điểm tiếp nhiên liệu cho thủy phi cơ trên đường đến New Zealand. Trong Thế chiến II, quân đội Hoa Kỳ đã sử dụng Kanton làm cơ sở hoạt động ở Thái Bình Dương và xây dựng một dải đất trên đảo. Sau đó, NASA đã sử dụng Kanton làm trạm theo dõi vệ tinh và Không lực Hoa Kỳ đã theo dõi các tên lửa ở Thái Bình Dương từ đảo san hô này cho đến giữa năm 1970. Ngày nay, Kanton là hòn đảo duy nhất thuộc quần đảo có dân cư nhưng cũng chỉ gồm các nhân viên chính phủ và gia đình của họ. Bảy hòn đảo còn lại đều không có người ở.
Khu bảo tồn Quần đảo Phoenix được thành lập vào đầu năm 2008, có kích thước tương đương với tiểu bang California của Hoa Kỳ dù diện tích đất của nó chỉ là 25 km2 (9,7 dặm vuông Anh) Nó được thành lập bởi Nhà nước Cộng hòa Kiribati phối hợp với các tổ chức bảo tồn phi chính phủ là Tổ chức Bảo tồn Quốc tế và Thủy cung New England.
Trong ranh giới của nó, nó bao gồm tất cả tám đảo san hô và rạn san hô ngầm của quần đảo Phoenix bao gồm: Rawaki, Enderbury, Nikumaroro, McKean, Manra, Birnie, Kanton và Orona. Nó cũng bao gồm các rạn san hô ngầm là Rạn san hô Carondelet, Winslow, và rạn san hô Carondelet ở dưới mặt nước biển từ 3 - 4 mét. Quần đảo Phoenix biểu hiện các đặc trưng về đảo và đảo san hô, bao gồm các rạn san hô dốc đứng, sự đa dạng loài tương đối thấp, nhưng có mức độ phong phú của các loài cá cao, môi trường sống khắc nghiệt trên đất liền khiến thực vật hòn đảo ít. Quần đảo là nơi có những quần thể chim biển lớn.
Cuối tháng 7 năm 2010, tại cuộc họp lần thứ 34 tổ chức tại Brasilia, Brasil, Uỷ ban di sản của UNESCO đã công nhận khu vực này là di sản thế giới vì giá trị về đa dạng sinh học của khu bảo tồn này.

## Tự nhiên
Khu bảo tồn có sự phong phú về các loài cá với 514 loài cá sống tại các rạn san hô và đá ngầm. Với 19 loài chim biển, cùng nhiều loài chim di cư tới đây thì 5 trong tổng số 8 hòn đảo đã được công nhận là một vùng chim quan trọng của BirdLife International. Quần đảo là nơi có nhiều loài động vật đặc hữu và nguy cấp, trong đó phải kể tới loài Hải âu Phoenix và Hải âu đốm.

## Hình ảnh

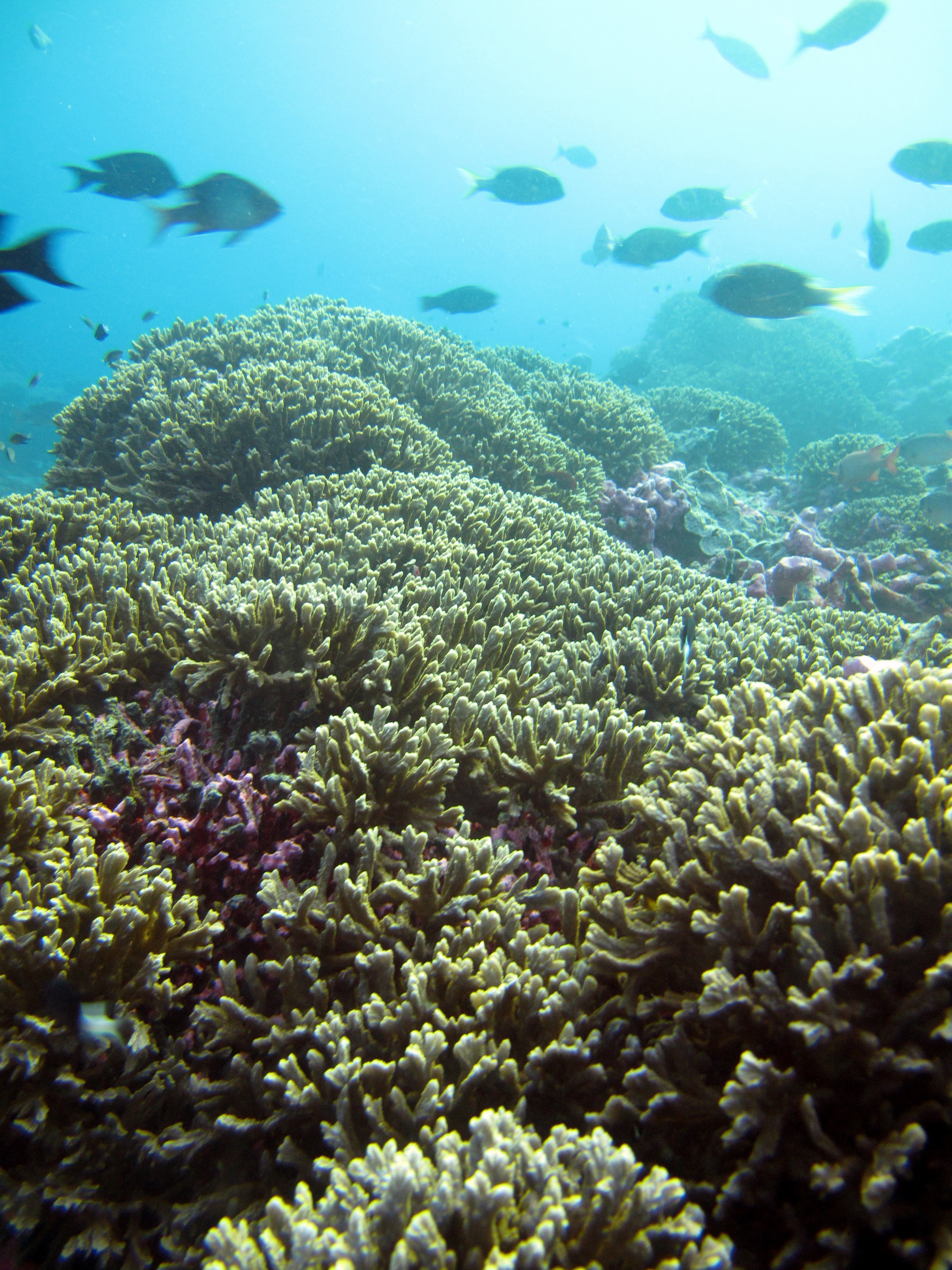
Hydnophora rigida, một loài san hô tại PIPA
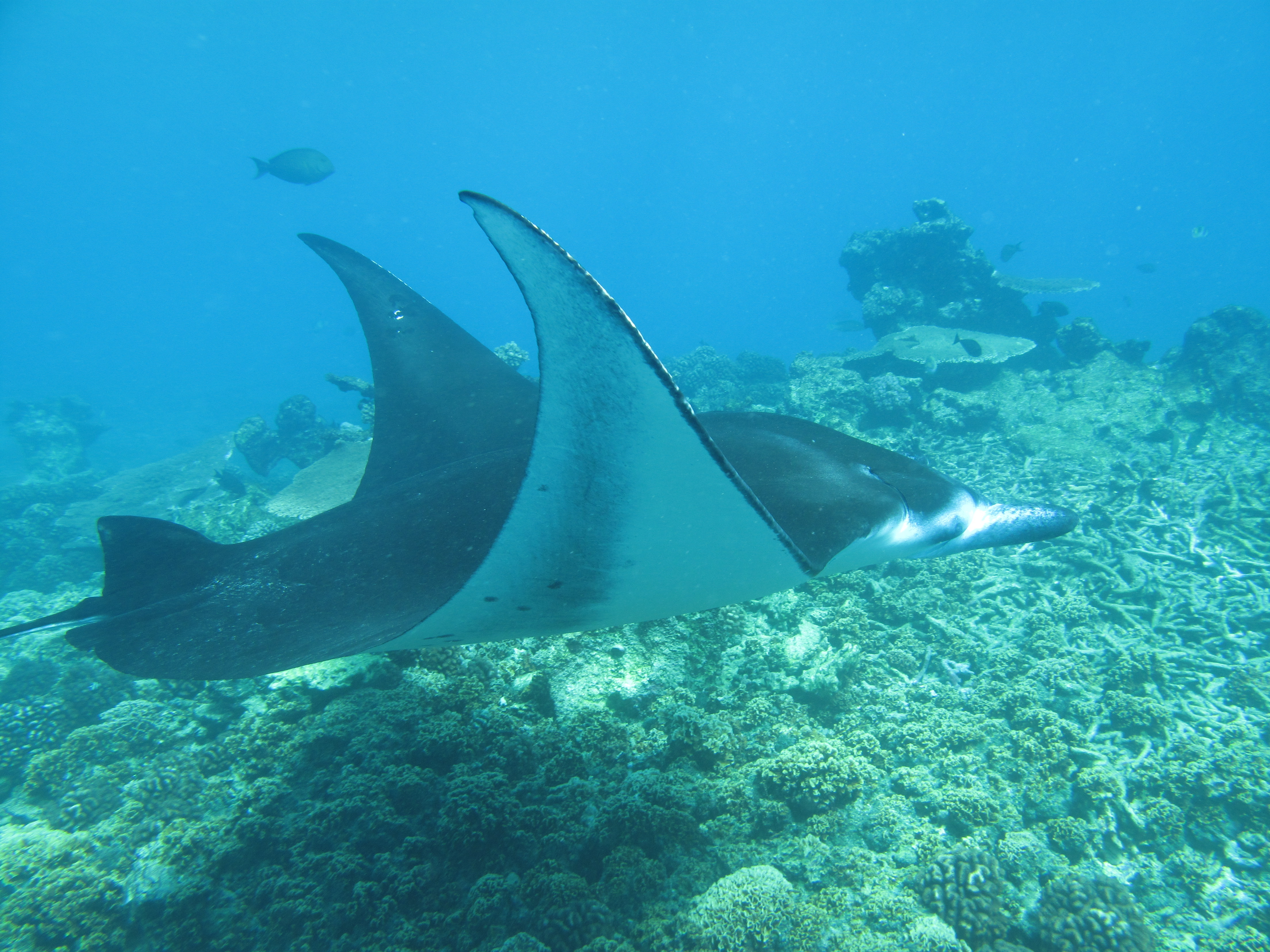
Cá tại Khu bảo tồn
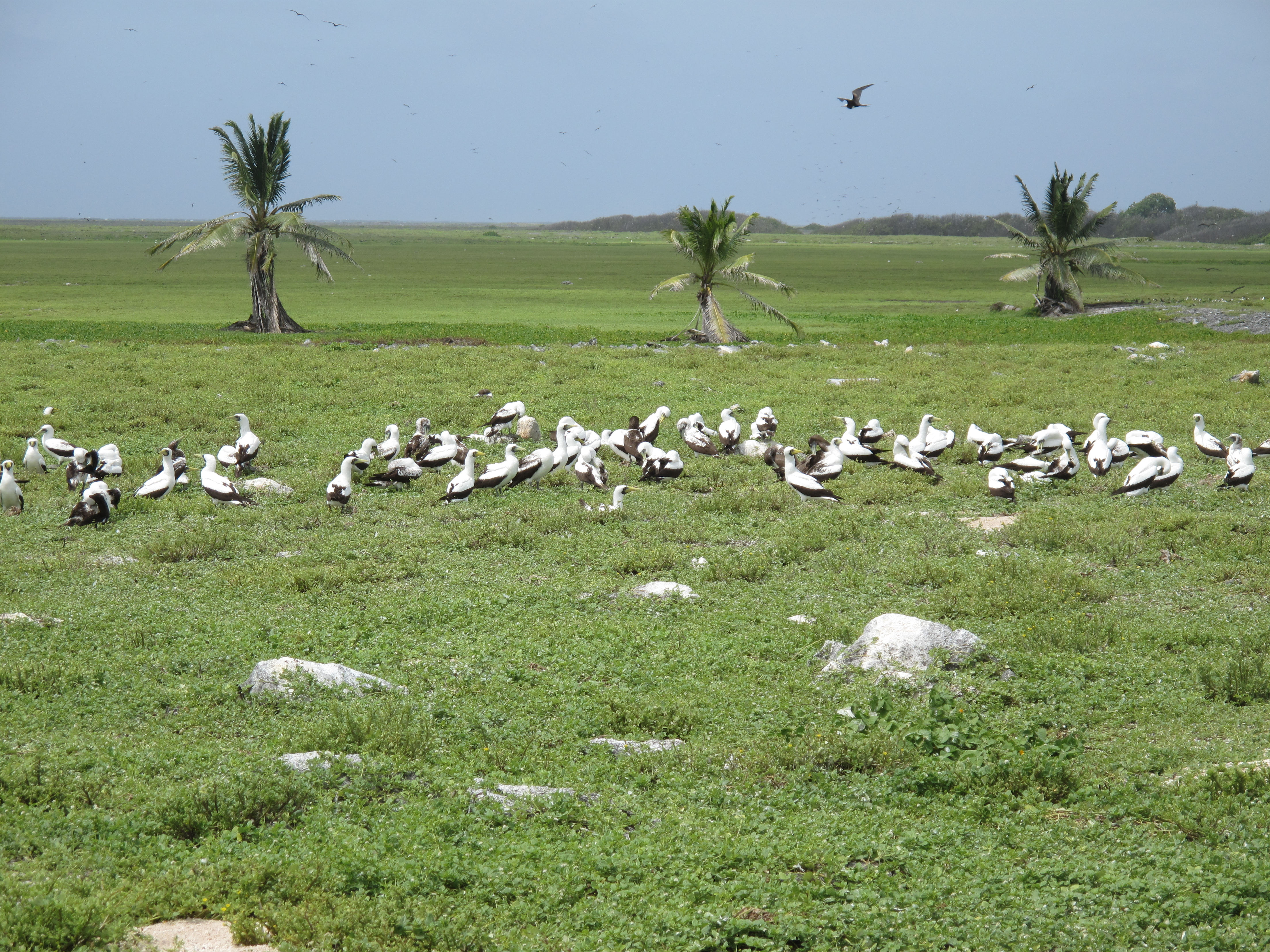
Những con mòng biển
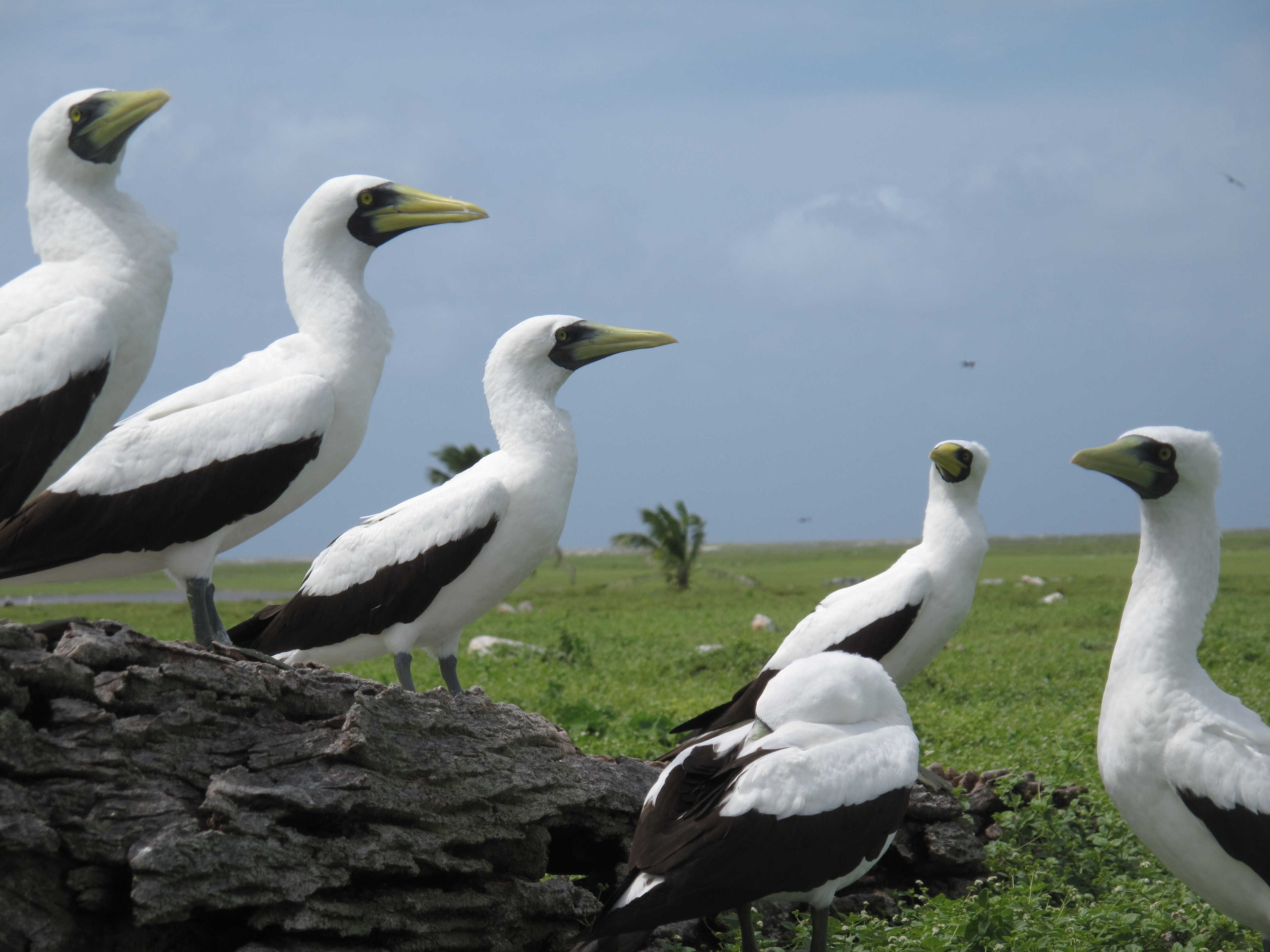
Chim biển tại Khu bảo tồn Quần đảo Phoenix
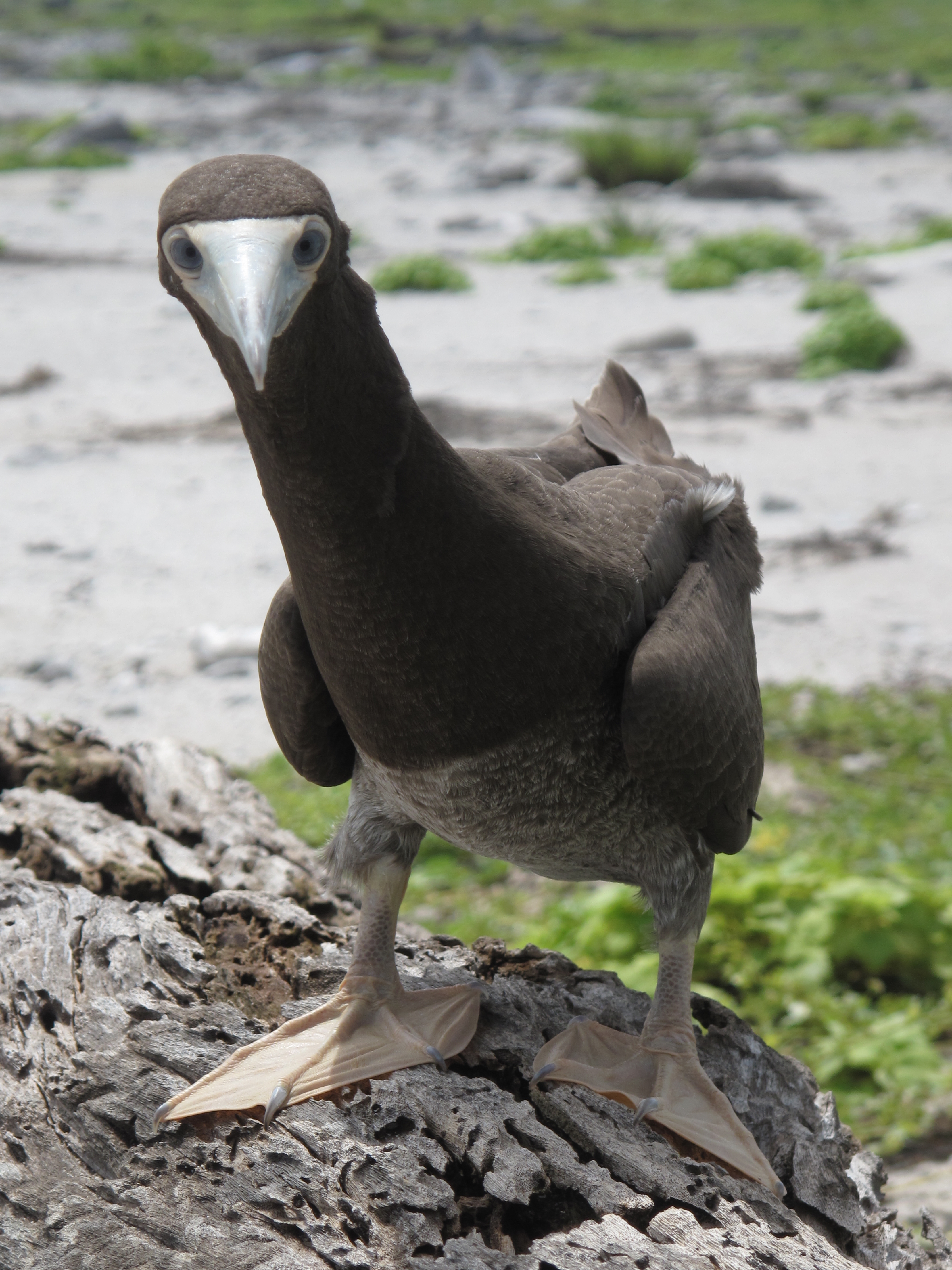
Chim biển tại Khu bảo tồn Quần đảo Phoenix
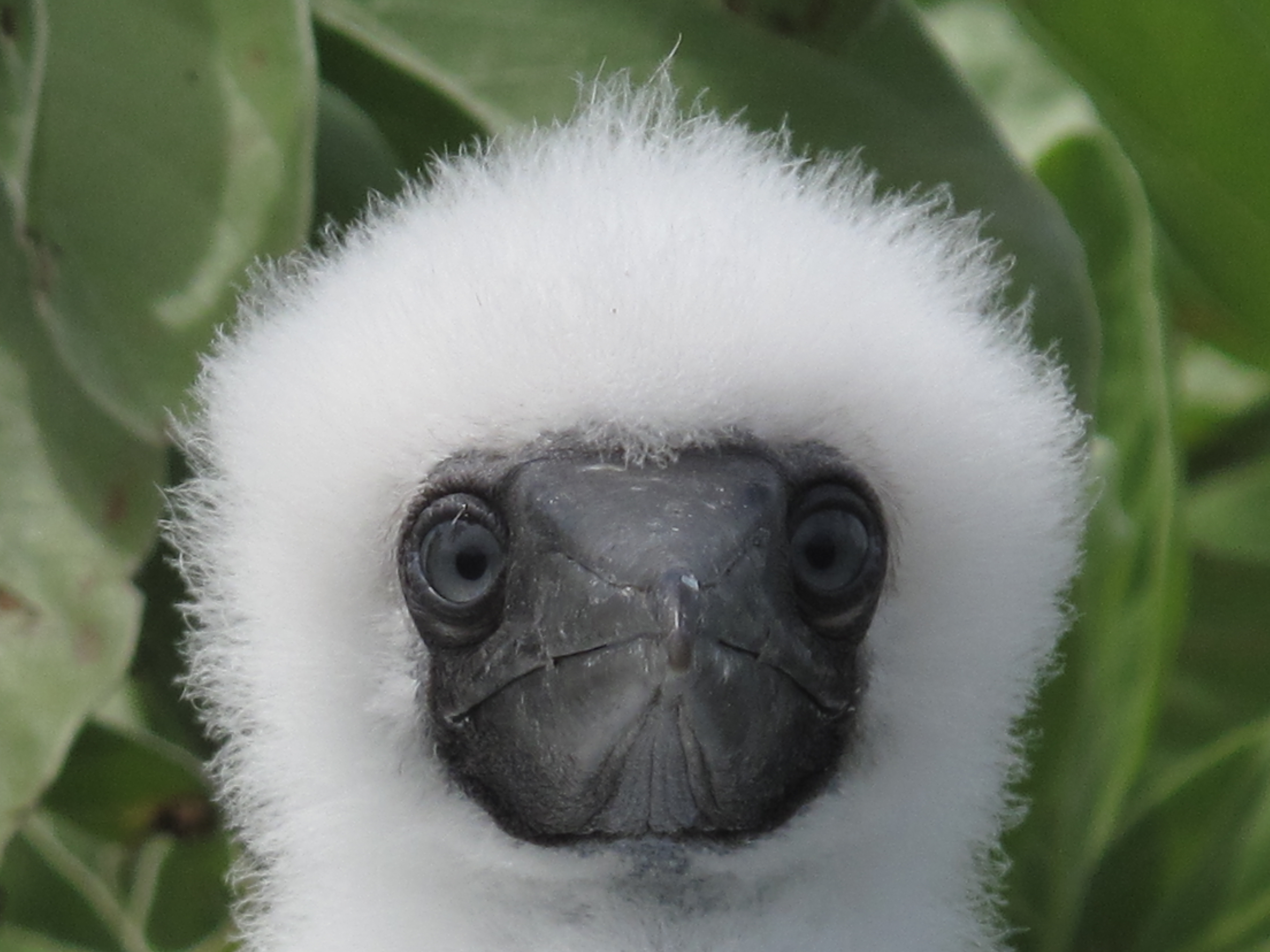
Chim biển tại Khu bảo tồn Quần đảo Phoenix
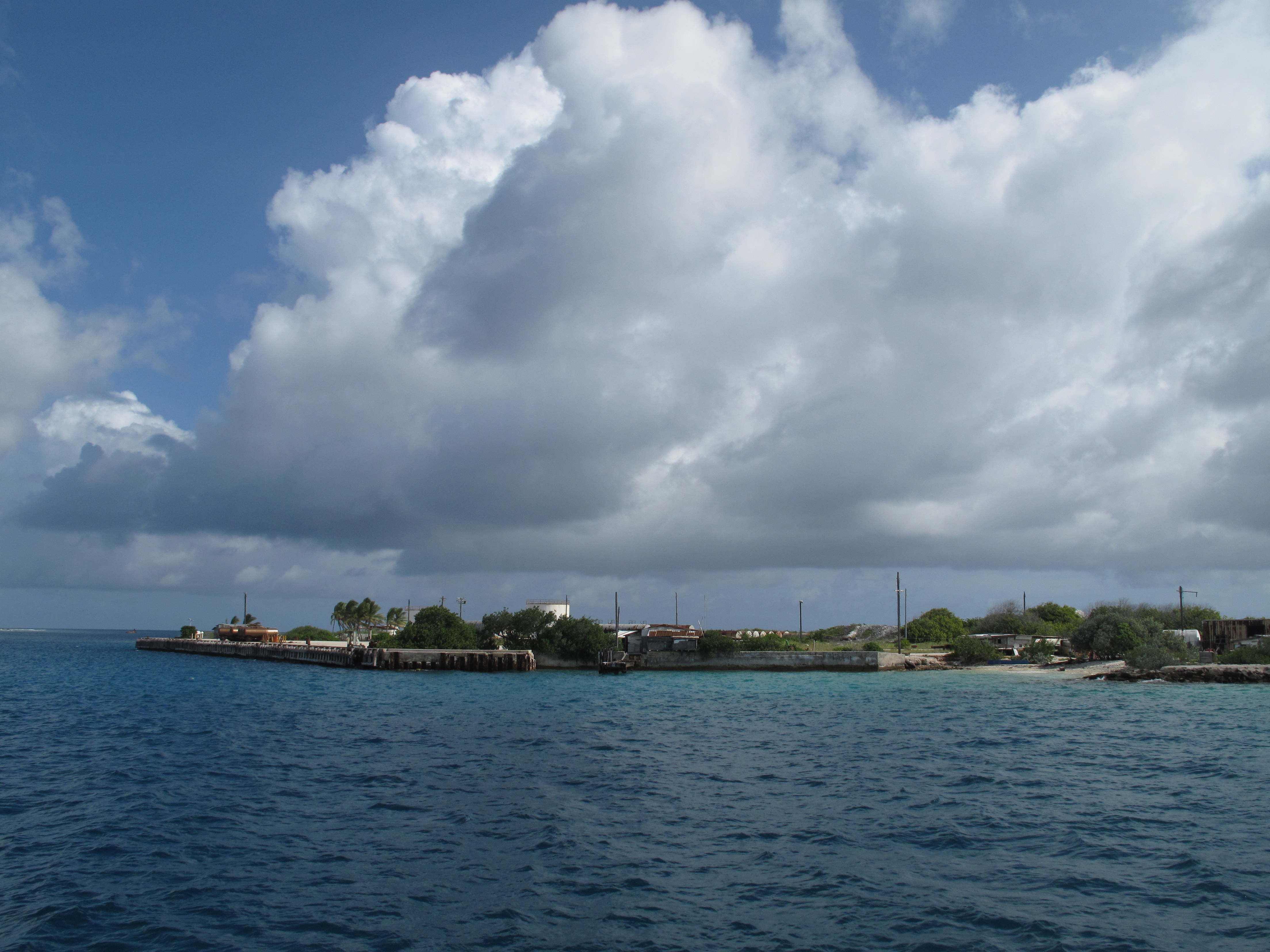
Quan sát quần đảo từ biển.